# 孙耀德
孙耀德（？—？），直隶怀来人，是中國清朝政治人物。
孙耀德曾于1762年接替沈日照任南汇县知县一职，1763年由张世友接任。